# Tigerøkonomi
Tigerøkonomi er et begreb, som nogen gange bliver brugt til at karakterisere økonomien i et land, som oftest i sydøstasien, som gennemgår hurtig økonomisk vækst. 
Tigerøkonomi blev oprindeligt benyttet om Sydkorea, Singapore, Hongkong og Taiwan (De fire asiatiske tigere). I 1990'erne blev begrebet også benyttet om andre lands økonomiske vækst, så som Irland, Dubai, Slovakiet og Baltikum. 